# Jaroslav Vojta
Jaroslav Vojta (27. prosince 1888, Kutná Hora – 20. dubna 1970, Praha) byl český herec. Zpočátku své kariéry vystupoval pod jménem Jaroslav Vojta-Jurný.

## Život
Pocházel ze starého a rozsáhlého českého hereckého rodu. Oba jeho rodiče Alois Vojta-Jurný a Amálie Vojtová jakož i jeho sourozenci (Hermína Vojtová a Adolf Vojta-Jurný) byli čeští herci. Z hereckého prostředí pocházela také jeho nevlastní matka Hana Vojtová a její tři sestry Otýlie Beníšková, Terezie Brzková a Marie Spurná.
Vyučil se slévačem a měl běžné strojařské vzdělání. Divadlo začal hrát nejprve ochotnicky od roku 1906, později prošel několika kočovnými hereckými společnostmi (spol. V. Sýbrta-Mělnického, spol. M. Procházkové-Malé, spol. F. Šípka, spol. J. E. Sedláčka, spol. M. Kozlanské), od roku 1910 pak hrál v kamenných divadlech střídavě v Brně (1910–1913;1916–1919) a Plzni. Od roku 1919 do roku 1925 byl členem Divadla na Vinohradech, od roku 1925 až do roku 1959, kdy odešel do důchodu, působil v činoherním souboru Národního divadla v Praze.
Až do vysokého věku nebyl nikdy déle nemocný. Zemřel v nemocnici týden po těžkém infarktu, aniž by stihl natočit svou roli v chystaném seriálu F. L. Věk.

### Rodina

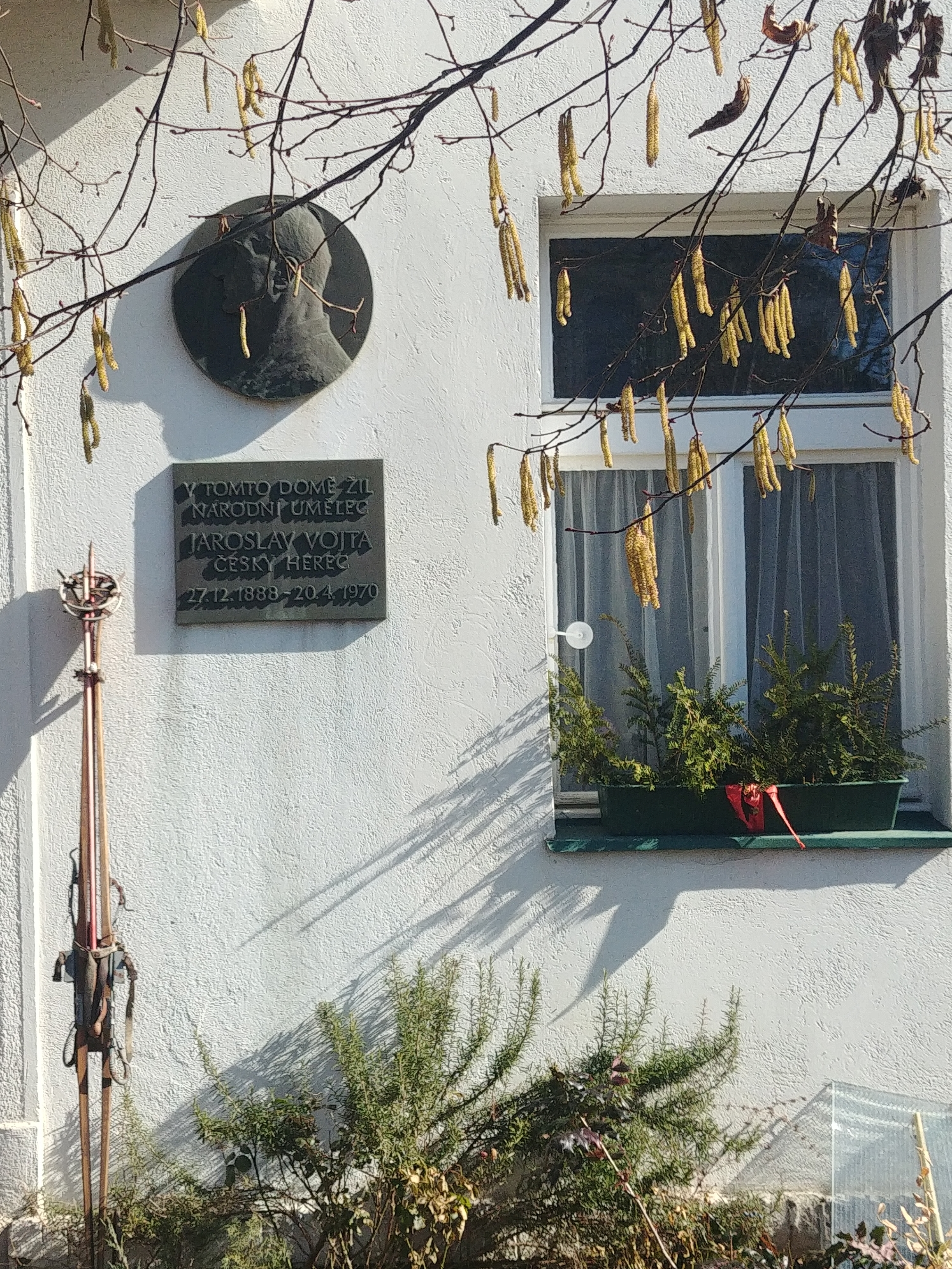
Pamětní deska na domě Jaroslava Vojty, ulice Vojtova, Praha Modřany.

Matka zemřela když bylo Jaroslavu Vojtovi sedm let. Otec trpěl zhoubným onemocněním, vícekrát se pokusil o sebevraždu a nakonec se zastřelil. Během angažmá v Plzni se Jaroslav Vojta seznámil se svou manželkou Antonií. Měli spolu dvě děti, syna Ivana († 1990), který se angažoval v Občanském fóru a dceru Radanu, provdanou Pekárkovou († 2013) a od nich čtyři vnoučata. Kromě vlastních dětí také po deset let vychovávali Ruth, dceru jejich kamarádky, která zemřela při autonehodě. Vnuci Jaroslav Pekárek a Jan Vojta jsou výtvarníky.  

## Hlasový projev
Měl velmi výrazný hlasový projev, který je dodnes vděčným objektem pro jeho různé imitátory.

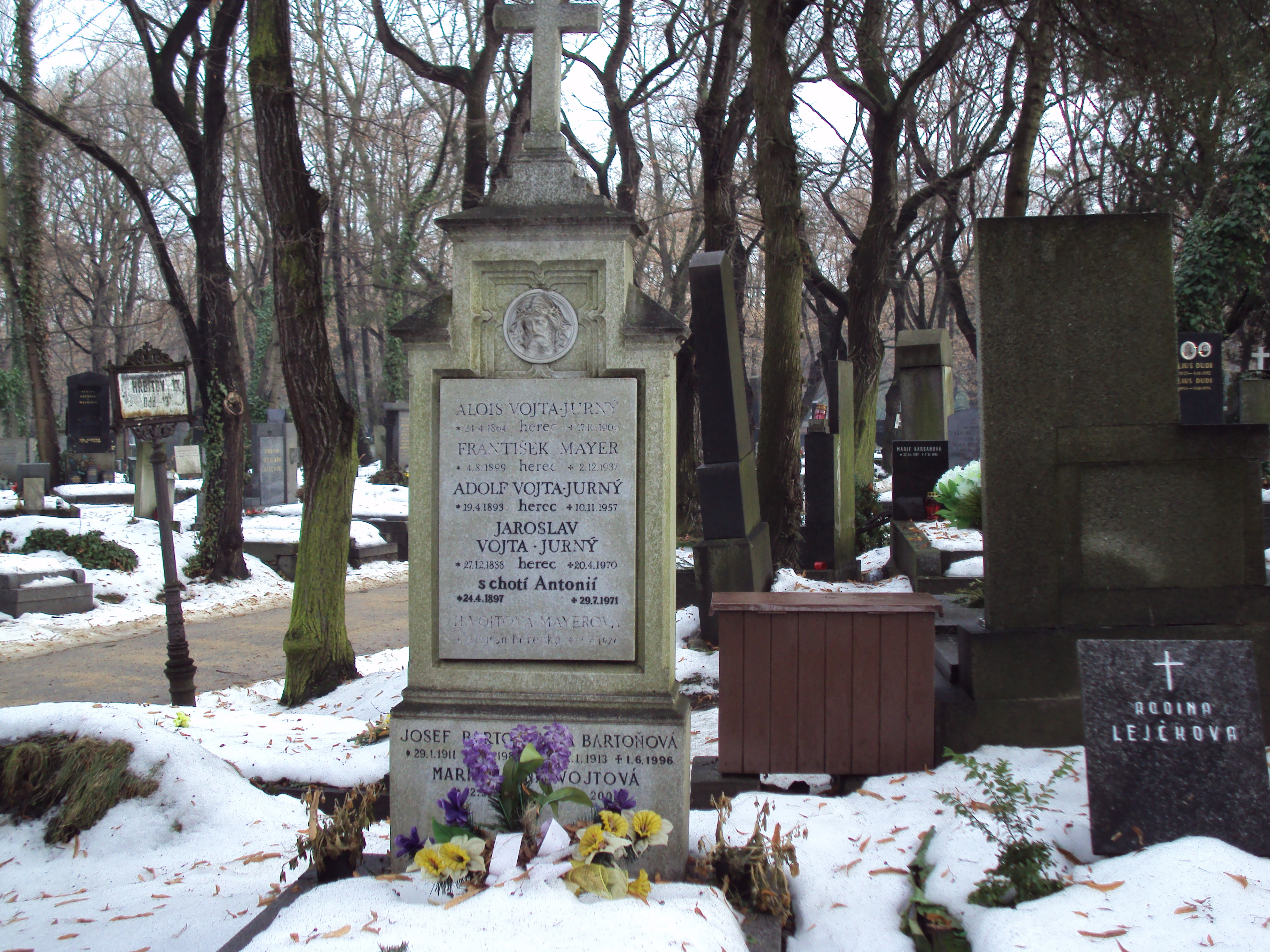
Hrob na Olšanských hřbitovech

## Anekdoty
Mimo svoji standardní hereckou kariéru také značně proslul svým pověstným vypravěčským stylem při vyprávění anekdot, které prý velice často zkazil, tzv. zvojtil.

## Filmové role
Zahrál si v několika desítkách českých filmů, většinou šlo o rázovité, zemité a bodré muže z lidu. Snad nejznámější filmovou rolí Jaroslava Vojty se stala dodnes populární postava strašlivého loupežníka Sarky-Farky z filmu Hrátky s čertem.
| „                | Nikdo nepochopí, co jsem se po tomto okamžiku natoužil, co práce jsem si vždycky se všemi rolemi dával, jen abych si proklestil cestu k tomuto kýženému cíli a dočkal se oné nejblaženější chvíle, kdy se i mně, venkovskému a původně kočujícímu herci, otevře brána toho nejdražšího a tolik milovaného stánku umění – pražského Národního divadla!. | “ |
| — Jaroslav Vojta | |   |

## Ocenění
- 1929 Státní cena
- 1940 Národní cena (za roli Kmochova otce ve filmu To byl český muzikant) [10]
- 1953 titul zasloužilý umělec
- 1958 titul národní umělec
- 1963 Řád práce